# Nhóm ngôn ngữ Balt-Slav

Nhóm ngôn ngữ Balt-Slav.

Nhóm ngôn ngữ Balt-Slav là một nhánh của ngữ hệ Ấn-Âu. Theo truyền thống, nó bao gồm các ngôn ngữ gốc Balt và Slav. Các ngôn ngữ Balt và Slav có chung một số đặc điểm ngôn ngữ không tìm thấy ở bất kỳ nhánh Ấn-Âu nào khác, điều này nói lên một thời kỳ phát triển chung. Mặc dù khái niệm về sự thống nhất Balt-Slav bị tranh cãi (một phần do tranh chấp chính trị), nhưng hiện nay có sự đồng thuận chung giữa các chuyên gia về ngôn ngữ học Ấn-Âu để phân loại các ngôn ngữ Balt và Slav thành một nhánh duy nhất, chỉ với một số chi tiết về bản chất của mối quan hệ của chúng còn lại trong tranh cãi.
Ngôn ngữ Balt-Slav nguyên thủy có thể phục dựng bằng phương pháp so sánh, phát triển từ ngôn ngữ Ấn-Âu nguyên thủy bằng các luật thay đổi âm vị được xác định rõ ràng, và từ đó các ngôn ngữ Slav và Balt hiện đại phân tách. Một phương ngữ đổi mới được tách ra khỏi cụm phương ngữ Balt-Slav và trở thành tổ tiên của ngôn ngữ Slav nguyên thủy, từ đó phát triển thành tất cả các ngôn ngữ Slav.

## Phân loại nội tại
Sơ đồ phát sinh ngôn ngữ Balt-Slav truyền thống

| Balt | \| \| Balt Tây \| \| \| \| \| \| Balt Đông \| \| \| \| |
|      | \| \| Balt Tây \| \| \| \| \| \| Balt Đông \| \| \| \| |
|      | Slav                                                   |
|      |                                                        |
|      | Balt Tây                                               |
|      |                                                        |
|      | Balt Đông                                              |
|      |                                                        |

|  | Balt Tây  |
|  |           |
|  | Balt Đông |
|  |           |

| Balt | \| \| Balt Tây \| \| \| \| \| \| Balt Đông \| \| \| \| |
|      | \| \| Balt Tây \| \| \| \| \| \| Balt Đông \| \| \| \| |
|      | Slav                                                   |
|      |                                                        |
|      | Balt Tây                                               |
|      |                                                        |
|      | Balt Đông                                              |
|      |                                                        |

|  | Balt Tây  |
|  |           |
|  | Balt Đông |
|  |           |

Sơ đồ phát sinh ngôn ngữ Balt-Slav thay thế

| Balt‑Slav | \| \| Balt Tây \| \| \| \| \| \| Balt Đông \| \| \| \| \| \| Slav \| \| \| \| |
|           | \| \| Balt Tây \| \| \| \| \| \| Balt Đông \| \| \| \| \| \| Slav \| \| \| \| |
|           | Balt Tây                                                                      |
|           |                                                                               |
|           | Balt Đông                                                                     |
|           |                                                                               |
|           | Slav                                                                          |
|           |                                                                               |

|  | Balt Tây  |
|  |           |
|  | Balt Đông |
|  |           |
|  | Slav      |
|  |           |

## Các đặc điểm được chia sẻ của các ngôn ngữ Balt-Slav
Mức độ quan hệ giữa các ngôn ngữ Balt và Slav được thể hiện bằng một loạt các đổi mới chung không được chia sẻ với các ngôn ngữ Ấn-Âu khác và theo trình tự thời gian tương đối của các đổi mới này có thể được thiết lập. Các ngôn ngữ Balt và Slav cũng chia sẻ một số từ được thừa hưởng. Chúng hoàn toàn không được tìm thấy trong các ngôn ngữ Ấn-Âu khác (trừ khi được mượn) hoặc được thừa hưởng từ ngôn ngữ Ấn-Âu nhưng đã trải qua những thay đổi giống nhau có thể thấy được khi so sánh với các ngôn ngữ Ấn-Âu khác. Điều này chỉ ra rằng các ngôn ngữ Balt và Slav có thời kỳ phát triển chung, ngôn ngữ Balt-Slav nguyên thủy.